# IT-Branchen
 Der er for få eller ingen kildehenvisninger i denne artikel, hvilket er et problem. Du kan hjælpe ved at angive troværdige kilder til de påstande, som fremføres i artiklen.

IT-Branchen (ITB) er en dansk interesseorganisation for virksomheder inden for informationsteknologi, Internet, nye digitale medier, telekommunikation, elektronik og dokumentløsninger. Foreningen tæller over 800 medlemmer (i 2020) og er den største interesseorganisation indenfor dette arbejdsområde i Danmark[kilde mangler].
IT-Branchen har kontorer på Sjælland, Fyn og Jylland, som sikrer netværk og events både nationalt og regionalt. 
IT-Branchen startede som et samarbejde mellem en række foreninger med interesser for importører af kontormaskiner og -udstyr. I starten af 1990'erne blev samarbejdet udvidet til at også at omfatte importører og producenter af software og edb-udstyr under navnet IT-Brancheforeningen.
Efter 2000 er virksomheder, som leverer infrastruktur og indhold til Internet og mobile net også en del af IT-Branchens fokusområde.  I 2006 skiftede foreningen navn til IT-Branchen og i 2020 åbnede foreningen for at ikke-leverandør erhvervsvirksomheder med væsentlige forretningsinteresser i digitalisering også kan være medlem. 
Under IT-Branchen er en række branchegrupper og netværk, for virksomheders eksperter indenfor eks. offentlig digitalisering, it-sikkerhed og sundhed-it.
IT-Branchen uddeler hvert år IT-prisen.